# Bagas
Bagas – miejscowość i gmina we Francji, w regionie Nowa Akwitania, w departamencie Żyronda.
Według danych na rok 1990 gminę zamieszkiwały 144 osoby, a gęstość zaludnienia wynosiła 40 osób/km² (wśród 2290 gmin Akwitanii Bagas plasuje się na 1032. miejscu pod względem liczby ludności, natomiast pod względem powierzchni na miejscu 1507.).